# واين بينيت (لاعب دوري الرغبي)
واين بينيت (بالإنجليزية: Wayne Bennett)‏ هو لاعب دوري الرغبي أسترالي، ولد في 1950 في Allora, Queensland ‏ في أستراليا.